# Planetarian: The Reverie of a Little Planet
Planetarian: The Reverie of a Little Planet (jap. planetarian ～ちいさなほしのゆめ～ Chiisana hoshi no yume) – postapokaliptyczna powieść wizualna stworzona przez studio Key, markę wydawcy VisualArt’s. Została wydana cyfrowo 29 listopada 2004 roku na platformę Microsoft Windows. Później została przeportowana na konsole PlayStation 2 i PlayStation Portable oraz na urządzenia mobilne. 8 stycznia 2013 roku firma VisualArt’s wydała ją w angielskiej wersji językowej dla systemu iOS, a 12 września 2014 roku Sekai Project rozpoczęło jej dystrybucję za pośrednictwem platformy Steam. Fabuła gry skupia się wokół mężczyzny, który w opuszczonym mieście spotyka młodą dziewczynę, będącą niesprawnym robotem. Bohater, znany jako „zbieracz śmieci”, postanawia pozostać z nią przez pewien czas i naprawić projektor w planetarium, w którym dzieje się akcja gry.
Key używa wobec Planetarian określenia „powieść kinetyczna”, ponieważ podczas rozgrywki gracz nie dokonuje żadnych wyborów, nie istnieją też alternatywne zakończenia. Zamiast tego, gracz czyta jedynie kolejne ekrany dialogowe. Scenariusz gry napisał Yūichi Suzumoto, a grafikę stworzył Ēji Komatsu. Ścieżkę dźwiękową skomponowali i zaaranżowali Magome Togoshi i Shinji Orito. Light novel, zawierająca krótkie historie umieszczone w świecie Planetarian, została wydana w kwietniu 2006 roku. Między lipcem a sierpniem 2016 roku emitowana była 5-odcinkowa adaptacja gry typu original net animation, a 3 września swoją premierę miał film animowany Planetarian: Hoshi no hito.

## Rozgrywka
Planetarian jest postapokaliptyczną powieścią wizualną, w której gracz wciela się w rolę zbieracza śmieci (jap. 屑屋 kuzuya). W przeciwieństwie do tradycyjnych powieści wizualnych, gracz nie dokonuje tu żadnych wyborów i dostępne jest tylko jedno zakończenie. VisualArt’s używa wobec takich gier określenia „powieść kinetyczna”. Gracz może samodzielnie wybierać kolejne ekrany dialogowe lub włączyć opcję automatycznej kontynuacji.
Planetarian jest najkrótszą grą stworzoną przez Key. Nie licząc początkowych i końcowych sekwencji, historia podzielona jest na 16 części, z których akcja pierwszej połowy ma miejsce w planetarium, a drugiej – w zniszczonym mieście. Używając opcji automatycznej kontynuacji, gra zakończy się po czterech godzinach i czterdziestu minutach. Po zakończeniu gry po raz pierwszy, na ekranie tytułowym pojawiają się dwie nowe opcje. Pierwsza to funkcja galerii, w której gracz może zobaczyć dwadzieścia grafik zaprezentowanych w trakcie rozgrywki. Druga opcja pozwala posłuchać ośmiu z dziewięciu utworów muzycznych wykorzystanych w produkcji.

## Fabuła
Fabuła gry osadzona jest w postapokaliptycznym świecie, w którym wyczerpywanie się zasobów naturalnych, przeludnienie oraz niepowodzenia projektu eksploracji kosmosu doprowadzały do wybuchu wojen jądrowych i biologicznych. W ich wyniku niegdyś dostatnie cywilizacje popadły w całkowitą ruinę, a Ziemia pogrążyła się w ciemności, zatruwana przez nieustanny opad promieniotwórczy. W tym dystopijnym świecie, 30 lat po wojnie, rozlew krwi trwa nadal za sprawą zautomatyzowanych maszyn wojennych, które zabijają każdego, kto wkroczy na ich terytorium. Wśród ocalałych znajdują się zbieracze śmieci, ludzie podróżujący po świecie w poszukiwaniu przedmiotów niezbędnych do przetrwania. Jednym z nich jest bohater gry.
Unikając wykrycia przez maszyny wojenne w zrujnowanym mieście, zbieracz śmieci wchodzi do budynku z kopułą na dachu w poszukiwaniu użytecznych materiałów. Wewnątrz spotyka dziewczynę robota Yumemi Hoshino (jap. ほしのゆめみ Hoshino Yumemi), która namawia go do udziału w okolicznościowej projekcji, zarezerwowanej dla 2 500 000. klienta, choć jest on w rzeczywistości 2 497 290. klientem. Pomimo poirytowania nachalnością robota, bohater zgadza się na udział w seansie. Jednakże projektor „pani Jena” jest zepsuty i wymaga naprawy. Po jej wykonaniu Yumemi rozpoczyna projekcję rozgwieżdżonego nieba, którego nie można już zobaczyć z powierzchni Ziemi z powodu zanieczyszczenia. W trakcie seansu kończy się prąd, jednak na prośbę głównego bohatera Yumemi kontynuuje opowieść bez wizualizacji.
Yumemi postanawia odprowadzić bohatera do miejskich murów, dlatego obydwoje wspólnie opuszczają planetarium. Wiedząc, że robotowi wkrótce rozładuje się bateria, zbieracz śmieci planuje zabrać swoją towarzyszkę ze sobą i znaleźć sposób na jej ponowne uaktywnienie. Wejście do miasta strzeżone jest przez maszynę bojową, którą bohater postanawia zniszczyć, używając granatnika. Plan nie odnosi skutku i dochodzi do bezpośredniej konfrontacji z maszyną. Yumemi próbuje ochronić bohatera, jednak zostaje poważnie uszkodzona.
Robot poświęca swoją zapasową baterię, aby pokazać bohaterowi swoje przedwojenne wspomnienia, wykorzystując do tego celu mały projektor holograficzny nad jej uchem. Mimo że do tej pory wydawała się tryskać nieskończonym optymizmem, po zakończeniu filmu wyjawia, że przez 30 lat samotności wiedziała, że do jej planetarium nigdy już nie przyjdą klienci. Na chwilę przed „śmiercią”, Yumemi wyciąga kartę pamięci ze swojego sztucznego mózgu i daje ją na przechowanie bohaterowi. Ten, poruszony i głęboko wstrząśnięty utratą pięknego świata, który przybliżyła mu Yumemi, wkłada kartę pamięci do kieszeni i wyrusza w dalszą drogę ze złamaną nogą, podczas gdy kolejne zautomatyzowane maszyny wojenne zmierzają w jego stronę.

## Produkcja
Planetarian to czwarta produkcja stworzona przez studio Key. Większość prac nad jej zawartością wykonał zespół składający się z trzech osób. Ēji Komatsu został dyrektorem artystycznym, zastępując na tym stanowisku Itaru Hinoue. Jun Maeda nie brał udziału w pracy nad scenariuszem – został on w całości napisany przez Yūichiego Suzumoto, który odpowiadał również za planowanie projektu. Ścieżka dźwiękowa, z wyjątkiem jednego utworu autorstwa Shinjiego Orito, została w całości skomponowana przez Magomego Togoshi.
W pierwszej wersji gry Yumemi miała podłożony głos (użyczony przez Keiko Suzuki) jedynie w początkowych i końcowych scenach, a pozostali bohaterowie nie mieli go w ogóle. Kiedy Planetarian zostało wydane dla systemu operacyjnego Windows na płycie CD, Yumemi uzyskała głos we wszystkich scenach. W konwersji na konsolę PlayStation 2 wszyscy bohaterowie mają podłożone głosy (głównemu bohaterowi użyczył go Daisuke Ono). Wersja ta posiada również większą rozdzielczość i bardziej urozmaiconą ścieżkę dźwiękową.
8 stycznia 2013 roku wersja gry na platformę iOS została wzbogacona o angielską wersję napisów. Firma Sekai Project 12 września 2014 roku za pośrednictwem platformy Steam wydała angielską wersji produkcji na komputery z system Windows. Planowane jest także wydanie wersji na systemy Linux i OS X.

## Adaptacje

### Light novel
Light novel zawierająca cztery opowiadania, w tym prolog i epilog, oparta na fabule Planetarian została napisana przez Yūichiego Suzumoto i zilustrowana przez Ējiego Komatsu. 240-stronicowa powieść była pierwotnie dołączona do limitowanych edycji gry na płycie CD oraz jej konwersji na PlayStation 2. 31 października 2008 roku firma VisualArt’s wydała jej komercyjną wersję pod imprintem VA Bunko. Książka nosi podtytuł: „Gwiaździste niebo, słowa, Bóg, robot. Zbiór krótkich opowieści dotyczących tych czterech tematów”.

### Słuchowiska
Nakładem wytwórni Key Sounds Label ukazały się trzy słuchowiska na płytach CD oparte na opowiadaniach z light novel. Pierwsze, A Snow Globe, zostało wydane 29 grudnia 2006 roku podczas 71. edycji festiwalu Comiket z numerem katalogowym KSLA-0027. Płyta ta została wydana ponownie 25 maja 2007 roku z nową okładką i tytułem Yuki kenkyū (jap. 雪圏球). Drugie słuchowisko, Erusaremu (jap. エルサレム; Jerozolima), ukazało się 27 lipca 2007 roku z numerem katalogowym KSLA-0029. Na płycie znalazła się także piosenka przewodnia „Brave New World” zespołu fripSide. Tego samego dnia wydane zostało ostatnie słuchowisko, Hoshi no Hito, składające się z dwóch płyt CD z numerami katalogowymi KSLA-0030 i KSLA-0031. Pierwsza z nich obejmuje opowiadanie „Hoshi no Hito” nagrane przez kilku aktorów głosowych, natomiast na drugiej znajduje się opowieść „Tircis to Aminte”, która została wyrecytowana przez Keiko Suzuki, podkładającą głos bohaterce Yumemi Hoshino.
| CD 1 – „A Snow Globe” | CD 1 – „A Snow Globe”                                  | CD 1 – „A Snow Globe” |
| Nr                    | Tytuł utworu                                           | Długość               |
| --------------------- | ------------------------------------------------------ | --------------------- |
| 1.                    | „28-nen to 87-nichi” (28年と87日)                      | 3:43                  |
| 2.                    | „Bug” (バグ Bagu)                                      | 5:48                  |
| 3.                    | „Nichijō” (日常)                                       | 6:37                  |
| 4.                    | „Dassō” (脱走)                                         | 9:00                  |
| 5.                    | „Kawaru mono, kawaranai mono” (変わる物、変わらない物) | 7:58                  |
| 6.                    | „Yuki kenkyū” (雪圏球)                                 | 7:17                  |
| 7.                    | „29-nen to 81-nichi” (29年と81日)                      | 10:47                 |
|                       |                                                        | 51:10                 |

| CD 2 – „Erusaremu” | CD 2 – „Erusaremu”                                 | CD 2 – „Erusaremu” |
| Nr                 | Tytuł utworu                                       | Długość            |
| ------------------ | -------------------------------------------------- | ------------------ |
| 1.                 | „Kanenone to jūsei to” (鐘の音と銃声と)            | 2:33               |
| 2.                 | „Shōrō no sunaipā” (鐘楼の狙撃手)                  | 6:28               |
| 3.                 | „Mission complete...” (作戦終了 Misshon Konpurīto) | 10:07              |
| 4.                 | „Sister” (修道女 Shisutā)                          | 7:40               |
| 5.                 | „Kami no Kuni” (神の国)                            | 11:50              |
| 6.                 | „Gōka” (業火)                                      | 9:09               |
| 7.                 | „Kanenone to shokuzai to” (鐘の音と贖罪と)         | 14:30              |
|                    |                                                    | 1:02:17            |

| CD 3 – „Hoshi no Hito” | CD 3 – „Hoshi no Hito”                                         | CD 3 – „Hoshi no Hito” |
| Nr                     | Tytuł utworu                                                   | Długość                |
| ---------------------- | -------------------------------------------------------------- | ---------------------- |
| 1.                     | „Lewi to Hiob to Rut” (レビとヨブとルツ Rebi to Yobu to Rutsu) | 3:13                   |
| 2.                     | „Raihōsha” (来訪者)                                            | 8:20                   |
| 3.                     | „Natsukashiki hibi” (懐かしき日々)                             | 15:57                  |
| 4.                     | „Tōei kashi” (投影開始)                                        | 15:45                  |
| 5.                     | „Takaramono” (宝物)                                            | 6:58                   |
| 6.                     | „Megami” (女神)                                                | 7:37                   |
| 7.                     | „Hoshi no Hito” (星の人)                                       | 18:45                  |
|                        |                                                                | 1:16:35                |

| CD 4 – „Tircis to Aminte” | CD 4 – „Tircis to Aminte”                                    | CD 4 – „Tircis to Aminte” |
| Nr                        | Tytuł utworu                                                 | Długość                   |
| ------------------------- | ------------------------------------------------------------ | ------------------------- |
| 1.                        | „Tircis to Aminte” (チルシスとアマント Chirushisu to Amanto) | 5:16                      |
| 2.                        | „Tircis to Aminte” (チルシスとアマント Chirushisu to Amanto) | 8:26                      |
| 3.                        | „Tircis to Aminte” (チルシスとアマント Chirushisu to Amanto) | 7:12                      |
| 4.                        | „Tircis to Aminte” (チルシスとアマント Chirushisu to Amanto) | 5:21                      |
| 5.                        | „Tircis to Aminte” (チルシスとアマント Chirushisu to Amanto) | 5:32                      |
| 6.                        | „Tircis to Aminte” (チルシスとアマント Chirushisu to Amanto) | 10:22                     |
| 7.                        | „Tircis to Aminte” (チルシスとアマント Chirushisu to Amanto) | 8:40                      |
|                           |                                                              | 50:49                     |

### Anime
Adaptacja gry w postaci 5-odcinkowego serialu original net animation (ONA) została wyprodukowana przez studio David Production i wyreżyserowana przez Naokatsu Tsudę. Anime było emitowane między 7 lipca a 4 sierpnia 2016 roku w serwisie Niconico oraz na innych stronach z mediami strumieniowymi. Ten sam zespół wyprodukował również film animowany Planetarian: Hoshi no hito, którego premiera w japońskich kinach odbyła się 3 września 2016 roku. Film zawiera zarówno materiał z serialu, jak i 40 minut nowych scen będących adaptacją light novel.

## Odbiór gry i sprzedaż
Marcus Estrada z portalu Hardcore Gamer pochwalił grę Planetarian za jej „piękną historię”, wspaniałe grafiki komputerowe i ścieżkę dźwiękową, która „dodaje opowieści melancholijnego, ale pełnego nadziei nastroju”. Zwrócił on również uwagę, że wiele lat po premierze produkcja „nadal dobrze wygląda i brzmi”. W magazynie „Gemaga” Softbank Creative z lutego 2007 roku, wersja Planetarian na PlayStation 2 zajęła pierwsze miejsce w rankingu najbardziej satysfakcjonujących gier konsolowych. Według japońskiego magazynu „Famitsu” w ciągu czterech dni od premiery sprzedano 8170 kopii gry na PlayStation 2. Kiedy wersja na PlayStation Portable została ponownie wydana w związku ze zbiórką funduszy na pomoc ofiarom trzęsienia ziemi i tsunami z 2011 roku, do 12 maja 2011 roku złożono 16 663 zamówienia. Z zysków ze sprzedaży, Prototype i Visual Art’s podarowali Japońskiemu Czerwonemu Krzyżowi 22 415 069 jenów.